# Nikola Badger
Nikola Badger — гибридный водородно-электрический пикап, разработанный компанией Nikola Corporation, выпускаемой в Финиксе, штат Аризона, с сентября 2020 года. 
Производство открыто 10 февраля 2020 года. Пикап оснащен литий-ионным аккумулятором мощностью 160 кВт, работающим на топливном элементе мощностью 120 кВт. 